# Horta (divinità)
Horta nella mitologia etrusca era la divinità dell'agricoltura, equivalente alla romana Cerere.
Era venerata in particolare dal popolino, e veniva festeggiata nel mese di aprile. Dal suo nome deriva quello dell'odierna Orte, città anticamente a lei dedicata, centro della Tuscia Viterbese, nell'alto Lazio, .